# Nogometni Klub Zagreb
Il Nogometni Klub Zagreb (croato per Club calcistico Zagabria), meglio noto per i croati come Zagreb e in italiano come NK Zagabria, è una società calcistica croata con sede nella città di Zagabria.
La società si posiziona al 18º posto nella classifica perpetua della Prva liga jugoslava.
È stata la prima squadra ad interrompere il duopolio Dinamo-Hajduk nel campionato croato: infatti ha vinto il titolo nel 2002. Nel 2014 ha vinto il campionato di seconda divisione e quindi, a tutt'oggi, è l'unica squadra ad aver vinto entrambi i trofei.
È stato fondato nel 1919. Attualmente è in declino e milita in 4. NL Središte Zagreb, quarta divisione croata.
A causa del declino economico, il club ha dovuto abbandonare per insolvenza lo storico Stadio Kranjčevićeva. Dal 2017 disputa le partite interne al Nogometni centar ZAGREBello, il centro sportivo del club.

## Storia
Il NK Zagreb viene fondato all'inizio del XX secolo, anche se attualmente non è possibile determinare l'anno esatto di fondazione del club. Si riteneva fosse il 1903, anno in cui a Zagabria nasce il PNIŠK (Prvi Nogometni I Športski Klub, it. "Primo club di calcio e sport"), dato che molti libri ricordano quello come anno di fondazione. Ma in realtà non è così, non è stato dimostrato nessun collegamento del PNIŠK con l'attuale NK Zagreb, infatti il primo cessa l'attività nel 1909. Invece si ritiene che l'anno giusto sia il 1919, quando nasce un club con lo stesso nome, con sede nelle vicinanze dell'odierno numero 9 di via Tratinska.
Dopo la seconda guerra mondiale, cioè dal 1946, il club porta con orgoglio il nome della sua città. Nel periodo tra la seconda guerra mondiale e la guerra nazionale, il club prende parte a vari campionati minori come Prvenstvo Zagreb, Zagrebačka zona, Republička liga e Međurepublička liga, fino a raggiungere, nel 1952, la Prva savezna liga, grazie alla fusione con il NK Borac. Nella massima divisione jugoslava, il NK Zagreb milita anche nelle stagioni 1952-53, 1954-55, 1955-56, 1956-57, 1964-65, 1965-66, 1966-67, 1967-68, 1968-69, 1973-74, 1976-77, 1977-78, 1978-79, 1980-81 e 1981-82. Il più grande successo in quel periodo è nella stagione 1964-65 quando il NK Zagreb si piazza al 6º posto sotto la guida dell'allenatore Gustav Lechner.
Dal 1992 il NK Zagreb è fra i protagonisti della 1. HNL. Il più grande successo del club dall'indipendenza della Croazia è il titolo di campione croato nella stagione 2001-02 sotto la guida dell'allenatore Zlatko Kranjčar. Da segnalare anche il raggiungimento della finale della coppa di Croazia 1996-97, quando il NK Zagreb perde contro il Croatia per 1-2. Altri piazzamenti di rilievo sono i terzi posti ottenuti nelle stagioni 2004-05 e 2006-07, e le semifinali di coppa nel 2007-08.
Seguono anni di declino economico e sportivo del club. Nella stagione 2012-13 viene la prima retrocessione dalla 1. HNL, seguita nel 2016-17 in 3. HNL e nel 2018-19 in 4. HNL. Nel 2017 il club deve anche abbandonare lo Stadio Kranjčevićeva dopo anni di mancata manutenzione.

## Strutture

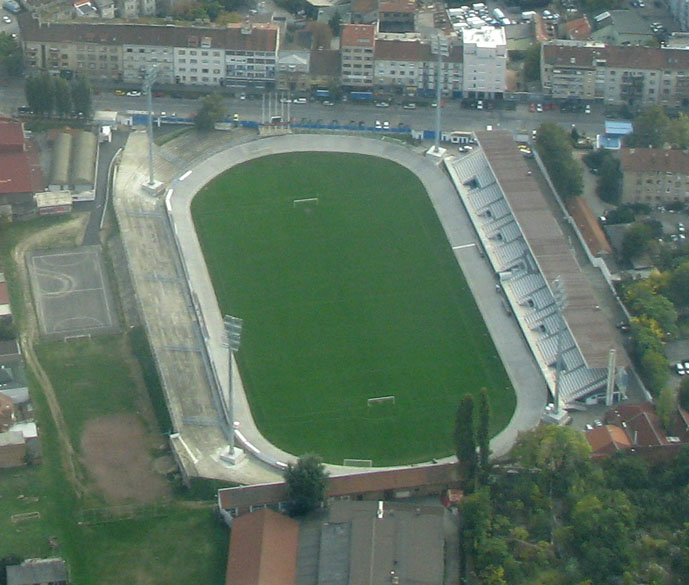
Stadio Kranjčevićeva

### Stadio
Lo stadio Kranjčevićeva ha una capacità di 12.000 spettatori.
Il soprannome per i giocatori di questo club è i poeti, perché il loro stadio si trova nella via che porta il nome del poeta croato Silvije Strahimir Kranjčević.
Il NK Zagreb ha utilizzato questo stadio dal 1921 al 2017. Il 30 ottobre 2017 non è stato rinnovato il contratto di affitto per incuria e mancanza di manutenzione da parte del club.

### Centro di allenamento
Il NK Zagreb si allena al Nogometni centar ZAGREBello sito in via Veslačka, lungo il fiume Sava. È composto da 4 campi da calcio, un centro di allenamento e un edificio con spogliatoi, una sala, strutture amministrative e un hotel per gli atleti.
Dal 2017 il club vi disputa le partite ufficiali.

## Allenatori e presidenti
- Otto Barić (1974–1976)
- Josip Kuže (1989–1990)
- Zlatko Kranjčar (2001–2002, 2003–2004)
- Miroslav Blažević (2006–2008)
- Igor Štimac (2009–2010)
- Miroslav Blažević (2012–2013)

## Calciatori
- Nikola Jurčević (1986–1988, 1989–1991)
- Tomislav Piplica (1989–1991)
- Ivica Olić (2001–2002)
- Emir Spahić (2001–2003)
- Mario Mandžukić (2005–2007)
- Marko Marić (2003-2005)

## Organico

### Rosa 2015-2016
Aggiornata al 1º febbraio 2016.

## Palmarès

### Competizioni nazionali
- 2. Savezna liga: 7

1950, 1953-1954, 1963-1964 (girone ovest), 1972-1973 (girone ovest), 1975-1976 (girone ovest), 1979-1980 (girone ovest), 1990-1991
- Campionato croato: 1

2001-2002
- Druga hrvatska nogometna liga: 1

2013-2014
- Hrvatska republička liga: 1

1987-1988

### Competizioni giovanili
- Juniorsko prvenstvo Hrvatske u nogometu: 1

2006-2007

### Altri piazzamenti
- 2. Savezna liga:

Terzo posto: 1970-1971 (girone ovest), 1971-1972 (girone ovest), 1974-1975 (girone ovest)
- Kup Maršala Tita:

Semifinalista: 1973, 1975-1976
- Campionato croato:

Secondo posto: 1992, 1993-1994
Terzo posto: 1992-1993, 2004-2005, 2006-2007
- Coppa di Croazia:

Finalista: 1996-1997
Semifinalista: 1993-1994, 1995-1996, 1997-1998, 1999-2000, 2000-2001, 2007-2008, 2008-2009, 2011-2012
- Supercoppa di Croazia:

Finalista: 2002
- Coppa Mitropa:

Quarto posto: 1980-1981

## Tifoseria
I tifosi più accesi sono i Bijeli Anđeli Zagreb (Angeli Bianchi Zagabria). La tifoseria è di sinistra e fa parte del movimento antifascista. Un gruppo dei Bijeli Anđeli, in disaccordo con la dirigenza, ha fondato nel 2015 una propria squadra, il NK Zagreb 041, che attualmente milita nei campionati minori di Zagabria.